# Allt är redo! Lyssna alla!
Allt är redo! Lyssna alla! är en psalm av okänd svensk författare 1767, bearbetad av Christopher Dahl 1807 och Jan Arvid Hellström 1985.
Melodin, som första gången publicerades i Genève 1551 (i samlingen Octante trois psaumes de David), är samma som för Jesus, djupa såren dina med flera psalmer.

## Publicerad i
- Den svenska psalmboken 1819 som nr 164 under rubriken "Nådens ordning. Kallelsen, väckelsen, upplysningen" (med begynnelseorden Allt är redo, fallna släkte).
- Den svenska psalmboken 1937 som nr 256 under rubriken "Kallelse och upplysning" (med begynnelseorden Allt är redo, fallna släkte).
- Den svenska psalmboken 1986 som nr 534 under rubriken "Kallelse".